# Сеул
Сеул (кореј. 서울 / 서울특별시, значење: престоница, слушајⓘ) главни је град Јужне Кореје и са 9.659.322 становника један је од најнасељенијих градова на свету. Налази у северозападном делу земље на реци Хан. Сеул је био престоница Кореје од 29. новембра 1394. до јапанске окупације 1910. Установљавањем Јужне Кореје (1948) постао је главни град државе, изузев у кратком времену за време Корејског рата.
Сеул се налази јужно од Корејске демилитаризоване зоне, на реци Хан. Град је политички, културни, друштвени и економски центар Јужне Кореје. Такође је и центар међународног бизниса, финансија, мултинационалних корпорација и светских организација. Пошто је и главни град једне од најмоћнијих светских привреда, његов глобални статус је у сталном порасту. Данас је један он најочитијих симбола корејске привреде („Чудо на реци Хан”).
Област главног града Кореје обухвата градове Сеул, велику луку Инчон и друге сателитске градове. У њој укупно живи 24,5 милиона становника. То је по броју становника друга највећа агломерација на свету. У Сеулу живи скоро четвртина целокупне популације Јужне Кореје, а у области главног града живи скоро половина Јужнокорејаца. Сеулом директно управља влада Кореје. Град је подељен на 25 градских дистрикта. Густина становништва у Сеулу је тако велика да га сматрају једним од „најдигиталнијих” градова у данашњој глобално повезаној економији. У граду је регистровано више од милион возила који стварају огромне саобраћајне гужве које трају до поноћи. Област главног града Сеула, са великим градском луком Инчон, транспортним појасом и пространим резиденцијалним подручјем Сеонгнам, једно је од најнасељенијих места на свету. Последњих година градске власти су предузеле опсежне мере за заштиту града од ваздушног и воденог загађења, што је резултовало чистијом атмосфером, иако је ваздушно загађење и даље врло проблематично. 
У Сеулу су одржане Летње олимпијске игре 1988. Овде се налазе Сеул Метрополитан библиотека и Национална библиотека Кореје.

## Етимологија
Сеоул је у прошлости био познат под разним именима: за време краљевства Пекче носио је име Вирјесеонг (кореј. 례성), Hanju (кореј. 한주) за време династије Сила, Namgyeong (кореј. 남경) za vreme dinastije Корјо, Hanseong (кореј. 한성) за владавине династије Пекче и Чосон,  за време династије Чосон,  (кореј. 경성) у времену јапанске окупације Кореје. Данашње име Сеул наводно вуче корене из корејске речи која значи „главни град“ (кореј. 라벌), а која се првобитно односила на Кјонџу, главни града царства Сила. За разлику од осталих имена градова у Кореји, Сеул нема одговарајући симбол у Ханча абецеди. Корејска је влада 18. јануара 2005. променила званично кинеско име Хансеонг (кин: 汉城) u Шоуар (кин: 首 尔).

## Географија

### Положај
Сеул се налази на северозападу земље, јужно од Корејске демилитаризиране зоне, на реци Хан и надморској висини од 87 m. Средиште града окружено је многобројним брдима, а у самом центру налази се брдо Намсан (кореј. 남산) (Јужно брдо) с телевизијским торњем и жичаром. Брдо Букхансан налази се северно од града, а на југоистоку је тврђава Namhansanseong и бивша пријестоница династије Жуосеон. У околним долинама налазе се многобројна мања села са будистичким самостанима. Јужно од Сеула налази се брдо Гванаксан, које је познато место за излете и одмор.
56 km северно од Сеоула налази се град Панмунџом и граница између две Кореја која иде 38. паралелом. У граду је 27. јула 1953. потписано примирје између зараћених страна у Корејском рату.

### Хидрографија
Река Хан протиче кроз Сеул од истока према западу, формирајући свој ток у облику слова W, 40 km пре ушћа. Настаје од река Букханганг (Северни Хан) и Намханганг (Јужни Хан) источно од града, код Јангсурија. У градском делу Сеула на Хану се налази неколико острва, од којих је најпознатији Јеоујдо. Један рукавац реке је исушен с циљем добијања грађевинског земљишта. Историјско средиште Сеула налази се у повољном геомантијском положају, нешто северније од реке, која овдје протиче обликом двоструке кривуље и након изласка из градског подручја у правцу северозапада, низводно од острва Канхвадо, утиче у Жуто море, док се град на југозападу спаја с луком Инчон. Кроз град протие још 5 река: Сеонгнае (кореј. 성내천), Банпо (кореј. 반 포천), Тан (кореј. 탄천), која извире недалеко од Јунгина, Јунгнанг, која извире испод планине Булгок и Анјангчеон, с извором недалеко од Уиванга. На Хану је изграђено 20 мостова.

### Територијална подела
Мада је Сеул, политички, град с посебним статусом, територијална подела иста је као и код других корејских градова. Град је подељен у градске округе (кореј. 구) и градске четврти (кореј. 동).
Сеул се састоји од 25 градских округа, од којих су први основани 1943. Окрузи (гу) подељени су у 522 четврти (донг), док су оне подељене у 13.787 тонгова, а они у 102.796 бана. Окрузи су величине од 10 до 47 km², док се број становника креће од 140.000 до 650.000. Округ с највећим бројем становника је Сонгпа са 646.970 становника, а највећи округ је Сеочо са 47,14 km². Функције владе округа одређују се посебно.

### Клима
Сеул се климатски налази у умереном појасу, с просечном годишњом температуром од 12,2 °C. Клима је обележена јаким супротностима, тако да највиша просечна температура у аугусту износи 29,5 °C, а најнижа просечна температура је у јануару: -6,1 °C.
Лета су у монсунском периоду (кореј. 장마) (од јуна до септембра) врло топла и влажна, посебно у аугусту. Највише дневне температуре често прелазе преко 30 °C, а у аугусту, најтоплијем месецу, просечна је температура 25,4 °C. 70% годишњих падавина, од просечних 1344,2 mm, падне у монсунском периоду, а од тога просечно 348 mm у најкишнијем месецу, аугусту.
Зиме су, под утицајем хладног сибирског ветра, врло хладне, али суве. Обично се, због специфичне констелације високог притиска, измењују 3 врло хладна дана са четири топлија. Најхладнији месец је јануар с просечном температуром од -4,9 °C те је уједно и месец с најмањом количином падавина (просек: 21,6 mm).
| Клима Сеула (нормали 1981—2010, екстреми 1913—данас)   | Клима Сеула (нормали 1981—2010, екстреми 1913—данас) | Клима Сеула (нормали 1981—2010, екстреми 1913—данас) | Клима Сеула (нормали 1981—2010, екстреми 1913—данас) | Клима Сеула (нормали 1981—2010, екстреми 1913—данас) | Клима Сеула (нормали 1981—2010, екстреми 1913—данас) | Клима Сеула (нормали 1981—2010, екстреми 1913—данас) | Клима Сеула (нормали 1981—2010, екстреми 1913—данас) | Клима Сеула (нормали 1981—2010, екстреми 1913—данас) | Клима Сеула (нормали 1981—2010, екстреми 1913—данас) | Клима Сеула (нормали 1981—2010, екстреми 1913—данас) | Клима Сеула (нормали 1981—2010, екстреми 1913—данас) | Клима Сеула (нормали 1981—2010, екстреми 1913—данас) | Клима Сеула (нормали 1981—2010, екстреми 1913—данас) |
| Показатељ \ Месец                                      | .Јан.                                                | .Феб.                                                | .Мар.                                                | .Апр.                                                | .Мај.                                                | .Јун.                                                | .Јул.                                                | .Авг.                                                | .Сеп.                                                | .Окт.                                                | .Нов.                                                | .Дец.                                                | .Год.                                                |
| ------------------------------------------------------ | ---------------------------------------------------- | ---------------------------------------------------- | ---------------------------------------------------- | ---------------------------------------------------- | ---------------------------------------------------- | ---------------------------------------------------- | ---------------------------------------------------- | ---------------------------------------------------- | ---------------------------------------------------- | ---------------------------------------------------- | ---------------------------------------------------- | ---------------------------------------------------- | ---------------------------------------------------- |
| Апсолутни максимум, °C (°F)                            | 14,4 (57,9)                                          | 18,7 (65,7)                                          | 23,8 (74,8)                                          | 29,8 (85,6)                                          | 34,4 (93,9)                                          | 37,2 (99)                                            | 38,4 (101,1)                                         | 38,2 (100,8)                                         | 35,1 (95,2)                                          | 30,1 (86,2)                                          | 25,9 (78,6)                                          | 17,7 (63,9)                                          | 38,4 (101,1)                                         |
| Максимум, °C (°F)                                      | 1,5 (34,7)                                           | 4,7 (40,5)                                           | 10,4 (50,7)                                          | 17,8 (64)                                            | 23,0 (73,4)                                          | 27,1 (80,8)                                          | 28,6 (83,5)                                          | 29,6 (85,3)                                          | 25,8 (78,4)                                          | 19,8 (67,6)                                          | 11,6 (52,9)                                          | 4,3 (39,7)                                           | 17,0 (62,6)                                          |
| Просек, °C (°F)                                        | −2,4 (27,7)                                          | 0,4 (32,7)                                           | 5,7 (42,3)                                           | 12,5 (54,5)                                          | 17,8 (64)                                            | 22,2 (72)                                            | 24,9 (76,8)                                          | 25,7 (78,3)                                          | 21,2 (70,2)                                          | 14,8 (58,6)                                          | 7,2 (45)                                             | 0,4 (32,7)                                           | 12,5 (54,5)                                          |
| Минимум, °C (°F)                                       | −5,9 (21,4)                                          | −3,4 (25,9)                                          | 1,6 (34,9)                                           | 7,8 (46)                                             | 13,2 (55,8)                                          | 18,2 (64,8)                                          | 21,9 (71,4)                                          | 22,4 (72,3)                                          | 17,2 (63)                                            | 10,3 (50,5)                                          | 3,2 (37,8)                                           | −3,2 (26,2)                                          | 8,6 (47,5)                                           |
| Апсолутни минимум, °C (°F)                             | −22,5 (−8,5)                                         | −19,6 (−3,3)                                         | −14,1 (6,6)                                          | −4,3 (24,3)                                          | 2,4 (36,3)                                           | 8,8 (47,8)                                           | 12,9 (55,2)                                          | 13,5 (56,3)                                          | 3,2 (37,8)                                           | −5,1 (22,8)                                          | −11,9 (10,6)                                         | −23,1 (−9,6)                                         | −23,1 (−9,6)                                         |
| Количина падавина, mm (in)                             | 20,8 (0,819)                                         | 25,0 (0,984)                                         | 47,2 (1,858)                                         | 64,5 (2,539)                                         | 105,9 (4,169)                                        | 133,2 (5,244)                                        | 394,7 (15,539)                                       | 364,2 (14,339)                                       | 169,3 (6,665)                                        | 51,8 (2,039)                                         | 52,5 (2,067)                                         | 21,5 (0,846)                                         | 1.450,5 (57,106)                                     |
| Дани са падавинама (≥ 0.1 mm)                          | 6,5                                                  | 5,8                                                  | 7,4                                                  | 7,8                                                  | 9,0                                                  | 9,9                                                  | 16,3                                                 | 14,6                                                 | 9,1                                                  | 6,3                                                  | 8,7                                                  | 7,4                                                  | 108,8                                                |
| Дани са снегом                                         | 8,0                                                  | 5,2                                                  | 3,4                                                  | 0,1                                                  | 0,0                                                  | 0,0                                                  | 0,0                                                  | 0,0                                                  | 0,0                                                  | 0,1                                                  | 2,1                                                  | 6,1                                                  | 24,9                                                 |
| Релативна влажност, %                                  | 59,8                                                 | 57,9                                                 | 57,8                                                 | 56,2                                                 | 62,7                                                 | 68,1                                                 | 78,3                                                 | 75,6                                                 | 69,2                                                 | 64,0                                                 | 62,0                                                 | 60,6                                                 | 64,4                                                 |
| Сунчани сати — месечни просек                          | 160,3                                                | 163,3                                                | 189,0                                                | 205,0                                                | 213,0                                                | 182,0                                                | 120,0                                                | 152,5                                                | 176,2                                                | 198,8                                                | 153,2                                                | 152,6                                                | 2.066                                                |
| Сунчано време — месечни проценти                       | 52,3                                                 | 53,6                                                 | 51,0                                                 | 51,9                                                 | 48,4                                                 | 41,2                                                 | 26,8                                                 | 36,2                                                 | 47,2                                                 | 57,1                                                 | 50,2                                                 | 51,1                                                 | 46,4                                                 |
| Извор: Korea Meteorological Administration, сун. и сн. |                                                      |                                                      |                                                      |                                                      |                                                      |                                                      |                                                      |                                                      |                                                      |                                                      |                                                      |                                                      |                                                      |

## Историја

### Праисторија
Пронађени археолошки остаци од глине показују да је подручје око Сеула било насељено још у млађем каменом добу, пре 3.000 година. Остаци су нађени у данашњим окрузима Гангдонг и Сонгпа. Праисторијски налази, нађени у археолошком налазишту Амса (кореј. 암사 선사 유적지) (Амса-донг и Гангдонг), могли би бити стари од 3.000 до 7.000 година. По проналаску бронзе (око 700. п. н. е.) насеља се шире и према унутрашњости.
Историја Сеула као главног града може се документирати од 18. п. н. е. У овој години новоосновано краљевство Пекче гради свој главни град, Ханјанг (кореј. 한양), поред Хана. Из овог времена постоје још остаци градских зидина. 475. године седиште главног града се сели у Гонгју и краљевство Гогурјео преузима контролу над овим подручјем. Око 100 година касније подручје осваја царство Сила. У ово време Сеул је био само мало село по имену Хансању.

### Династија Корјо
Доласком династије Корјо на власт Сеул добија на важности. У то је време важило да царство које контролше реку Хан има надмоћ над читавим Корејским полуострвом јер је река била врло важна за промет и опскрбу. Из тог разлога је царство Корјо прогласило град за тзв. јужни главни град (кореј. Namgyeong) те управно седиште околног подручја. Између 11. и 14. века у Сеулу су изграђене многобројне палате, од којих је најважнија Чангјеонгунг, која је вероватно важила за летњу резиденцију. Упркос томе, с малим прекидима, главни град царства био је Кесонг, град удаљен 60 km од Сеула.

### Династија Чосон
Ји Сеонг-гје је 1392. основао династију Чосон и одлучио да премести своју престоницу. По једној легенди о оснивању, Ји Сеонг-гје је почео градњу у подножју Керјонсана. По проценама тадашњих геоманата, положај града био је оптималан за оснивање и премештање главног града нове династије. Из тог разлога је 29. новембра 1394. Ханјанг проглашен за главни град Кореје те су започети радови на изградњи палате Гјеонгбокгунг, разних светишта, богомоља, храмова и градских зидина. Зид је био дугачак 18 km и повезивао је 4 брда која се окруживала град: Бугаксан, Инвангсан, Намсан и Наксан. Остаци зидова видљиви су и данас, као и најважније градске капије, од којих су најпознатије Сунгнјемун (често називана Намдаемун и Донгдаемун). Градске капије дању су отворене, а ноћу се затварају, што се оглашава звоњавом звона.
Убрзо се изграђују и друге палате. Од 1405. до 1412. изграђена је палата Чангдеокгунг, а 1616. Гјеонгбокгунг. Име града касније је промењено у Хансеонг (кореј. 한성). Мада је град, због повољног положаја и јаког утврђења, био заштићен, у току Имџинског рата 1592, након битке код Чунгјуа, освојили су га Јапанци, а 1635. Манџурци. Тек под владавином краља Јеонгја (1724–1776) град доживљава пуни процват, а због доброг положаја на Хану, постаје најзначајнији трговински центар.
Краљ се 1872. повлачи у палату Гјеонгбокгунг, која је након Имџинског рата била порушена и обновљена тек 1865. У међувремену је као резиденција владе кориштена палата Чангдеокгунг.

### Увођење хршћанства

#### Католицизам
Првом појавом католицизма у Кореји сматра се изградња прве цркве у Сеулу 1784. од стране корејских свештеника Ји Пјеока, Квеон Ил-шина i Ји Сеунг-хуна. Идеја изградње цркве била је уједно и оснивање римокатоличке верске заједнице на овим просторима. Због повезивања цркве с европским колонијализмом, корејски владари противили су се оснивању заједнице, а верници су прогањани те им је онемогућена слобода вероисповијести. Верско тежиште постављало се на конфучијанизам. Кад је корејски краљ Сунјо на престољу наследио Јеонгјоа, уследили су масивни прогони католика у Сеулу, који су се касније проширили на читаву земљу. Упркос томе, број конвертираних Корејаца је растао. На време прогона католика и мученике из тог времена подсећа маузолеј и ходочасно светилиште Јеолдусан на обали Хана.
Католички мисионари користили су и пропагирали тада већ заборављено писмо, корејске абецеде (кореј. 한글), која је једноставнија за учење од кинеских знакова Ханја. У току 19. век хангул се проширио у образовању народа и постао национално писмо Кореје. Истовремено је тиме ширен и католицизам, користећи се хангулом у свим црквеним и другим списима.

#### Протестантизам
Нагодбом из 1882, заправо присилом од стране САД, Кореја се обавезала да дозволи мисионарске активности. Тако већ 1885. у Сеул долазе методистички мисионари Хорис Андервуд и Хенри Апензела, који су 1886. основали до данас постојећу Сеулску цркву Уније. Исте године одржана су прва тајна крштења Корејаца. Неколико година раније у Кореју су дошли и протестантски мисионари, а најпознатији међу њима био је Роберт Џермејн Томас, који је 1866. прокријумчарио библију у Сеул. Осуђен је на смрт 1866. и погубљен у Пјонгјангу.

#### Јапански колонијализам
Колонизацијом Кореје од стране Јапана корејски хришћани су, (за разлику од јапанских, одбили захтевано поштовање јапанског цара Тена, сматрајући то идолопоклонством. Овим одбијањем признавања цара дошло је до прогона хришћана од стране Јапанаца, што је заправо и потпомогло борби за независност Кореје, у којој су учествовали многи хришћани. Тиме се повећао број преобраћених Корејаца. Након 1945. број хришћана повећао се због већег броја избјеглица из Северне Кореје. Данас око 50% свих становника Сеула припада некој од хришћанских деноминација.

### Јапанска колонизација
Отварање Кореје према свету, под притиском Јапана, почело је 24. фебруара 1876. Следећих година отварају се дипломатска представништва и амбасаде Јапана и земаља западне Европе. Истовремено се отварају и фирме страних инвеститора у Сеулу и развија се трговина с остатком света. 1888. године телеграфски се повезују Инчеон, Ијџу и Бусан, а 1899. гради се пруга Гјеонгинсеон у правцу Инчеона, као прва жељезничка пруга у Кореји. Исте године пушта се у погон и електрични трамвај у Сеулу. Жељезничка пруга Гјеонгбу у правцу Бусана отвара се 1. јануара 1905. Број становника, који је преко 200 година износио око 200.000, почиње да расте, тако да 1936. достиже 730.000, а 1949. чак 1.418.000 становника.
Јапан анектира Кореју 1910. и она улази у оквир Јапанског царства као провинција Чосен. Главни град постаје Хансеонг. Службено име града у колонијално време постаје Keijō (кореј. 경성) јап. 京城 и он је био главни град истоимене префектуре (јап. 京城府 - Keijō-fu).
Јапанске колонијалне власти изграђују Сеул као центар провинције те индустријализирају земљу. Мења се архитектура, а град постаје модернији. Међутим, становништво је подвргнуто репресалијама, поготово у време Другог светског рата. Корејска култура се потискује, мушкарци се насилно регрутирају у јапанску војску, а жене одводе у ратна подручја, где их јапанска војска држи у борделима. Сељацима се одузима земља, а Корејци се принуђавају да узимају јапанска имена. У школама се учи само јапански језик.
Након капитулације Јапана 15. аугуста 1945. делови Јапанског царства постају део америчке окупацијске зоне, а у Сеулу је успостављено седиште америчке војне владе у Кореји (USAMGIK). Годину дана након ослобођења град добија име Сеул и то је прво службено спомињање садашњег имена града. Оснивањем Јужне Кореје 15. аугуста 1948. Сеул постаје главни град те се истовремено издваја из провинције Кјонгидо и добија статус посебног града, који одговара статусу корејске провинције.

### Корејски рат
Преласком демаркационе линије 25. јуна 1950. од стране Севернокорејске армије (кореј. 조선인민군) КНА започео је Корејски рат. Већ након три дана КНА је заузела Сеул. Војска Јужне Кореје ВЈК (кореј. 대한민국 국군) повукла се на кратки појас око Бусана. Резолуцијом Савета безбедности Уједињених народа број 85 донесена је одлука о интервенцији и искрцавању мировних трупа Уједињених нација код Инчеона (од којих су 90% биле америчке јединице), којом су јединице Корејске народне армије заустављене у напредовању. Борбе су настављене у граду и након великих губитака КНА, након три дана, амерички заповједник је 25. септембра објавио да је Сеул ослобођен, мада су се борбе и артиљеријска деловања у северном делу града наставиле.
Након војне помоћи кинеске војске, америчке и јужнокорејске јединице су 3. јануара 1951. поново повукле из Сеула. Истог дана Сеул је заузела КНА. Кад је Сеул поново заузет 14. марта, становништво Сеула силом је одведено са КНА у повлачењу. Град је готово тотално порушен, а очевици су тврдили да је Сеул био разрушенији од Берлина након уласка трупа совјетске Црвене армије.
Од почетка рата до 1. аугуста 1953. Бусан је био сједиште корејске владе, мада статус главног града Сеулу никад није промењен.

### Савремено доба
Након Корејског рата почиње изградња и развој Сеула. У наредним годинама број становника брзо се повећава, тако да већ 1963. прелази границу од 3 милиона. Истовремено с увођењем петогодишњег плана од стране војне управе Парк Чунг Хиа направљен је и план развоја и модернизације Сеула. Управа града поверена је директно председнику владе. Изглед града се мења и мало се полаже на традиционалну архитектуру, тако да је данас, ако се изузму палате и храмови, готово немогуће наћи грађевину у традиционалном корејском архитектонском стилу. Становништво се у почетку концентрише око обала Хана, док се у новије време насељавају околни окрузи. Овом изградњом Сеул постаје политички, културни и привредни центар Јужне Кореје.
С укидањем трамвајског саобраћаја 1968. почиње изградња метроа, тако да се прва линија отвара 15. аугуста 1974. Метро се изграђује и даље, тако да је повезан и са другим околним градовима, као и на западу са метроом у Инчеону. Град је 1986. био домаћин 10. азијских, а 1988. 24. летних олимпијских игара.
До 1991. градоначелника Сеула именовао је председник Кореје, али се отад чланови градске скупштине и градоначелник бирају директним гласањем. Прослава 600. годишњице града обележена је закопавањем капсуле са 600 предмета који се користе у модерном животу на северном обронку Намсана.
Брза изградња и вероватно недостаци у градњи проузроковали су неколико несрећа током 1990-их у којима је погинуло и повређено неколико стотина људи. Низ несрећа почео је рушењем моста Сеонгсу на Хану у октобру 1994. кад су погинуле 32 особе, затим су уследиле две експлозије гаса у зградама с укупно 113 мртвих те самообрушавање зграде Сампунг, у којем је погинула 501 особа, а повређено је 937 људи.
За време одржавања СП-а у фудбалу 2002. у Сеулу је одиграна прва утакмица, једна утакмица групне фазе и једно полуфинале.
Планови корејског председника Хо Му-хјона да се седиште власти премести у 120 km удаљену провинцију Чунгчонгнам u подручје града Гонгјуа или сусједног округа Јеонги повучени су након масовних протеста и одлуке Корејског уставног суда од 21. октобра 2004. и влада је одустала од пројекта децентрализације, за који би у пројекту изградње Сежонга од 2007. до 2030. било потребно 45,6 билиона вона.

## Становништво
| 2000.     | 2005.     | 2010.     | 2015.     |
| --------- | --------- | --------- | --------- |
| 9.853.972 | 9.762.546 | 9.631.482 | 9.904.312 |

## Партнерски градови
- Сан Франциско
- Каиро
- Џакарта
- Њу Делхи
- Тајпеј
- Анкара
- Гвам
- Техеран
- Богота
- Токио
- Москва
- Сиднеј
- Пекинг
- Улан Батор
- Ханој
- Варшава
- Нур Султан
- Атина
- Вашингтон
- Бангкок
- Тирана
- Сао Пауло
- Делхи
- Буенос Ајрес
- Мексико Сити
- Рио де Жанеиро
- Округ Хонолулу
- Париз
- Рим
- Њујорк
- Хонолулу